# اقتصاد تونس
تبنّى الاقتصاد التونسي منهج إصلاح ليبرالي منذ العام 1986 بعد ثلاث عقود متتالية من التدخل المكثف للدولة. وابتداء من 1 جانفي 2008 تاريخ الانفتاح على الاقتصاديات الأجنبية مع دخول اتفاق الشراكة مع الاتحاد الأوروبي حيّز التنفيذ يواجه الاقتصاد التونسي رهانا أساسيا يتمثل في تأهيل شامل لمختلف قطاعاته مستعينا في ذلك بنمو سنوي قوي ناهز 5% طوال العقدية الماضية.
تميز الاقتصاد التونسي في المنتدى الاقتصادي العالمي حول أفريقيا والذي انعقد من 13 إلى 15 جوان 2007 باختياره الاقتصاد ذي أعلى قدرة تنافسية في القارة، متقدما بذلك على جنوب أفريقيا، وحلَّ في المركز 29 بين اقتصاديات العالم، تقرير المنتدى الاقتصادي العالمي. نسخة محفوظة 15 أبريل 2020 على موقع واي باك مشين. [وصلة مكسورة]</ref> حلّت تونس في المرتبة 79 في مؤشر الابتكار العالمي عام 2023، وتراجعت للمركز 81 في مؤشر عام 2024.

## تاريخ اقتصادتونس

### التأميم (1956-1961)

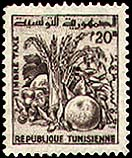
طابع جبائي سنة 1960.

بُعيد الاستقلال، كان الهم الشاغل للحكومة التونسية يتمثل في تحرير الاقتصاد من مخلفات الاستعمار الفرنسي والذي شجّع الفلاحة والاستخراج المنجمي مع إهمال تام للصناعة. وفي الفترة ما بين سنة 1956 و 1960 غادر أغلب الموظفين الفرنسيين وقُدِّر عددهم آنذاك ب 12000 الإدارة التونسية عائدين إلى فرنسا. ولتأكيد سيطرة الدولة على القطاعات الأساسية أسست الحكومة الشركة الوطنية للسكك الحديدية سنة 1956، وأمّمت القطاع المصرفي وشركات الكهرباء والغاز والماء. ثم أممت شركات النقل وشاركت ب 50% في رأس مال شركة الطيران تونيزار وأسست الشركة التونسية للملاحة. وبالتزامن مع ذلك، أصبح الدينار التونسي بموجب القانون الصادر بتاريخ 18 أكتوبر 1958 العملة الرسمية للدولة التونسيّة. ولكن كل هذا لا يعكس نزعة اشتراكية بقدر ما يبين حرص الحكومة الناشئة على تعزيز سيطرتها مع اتباع سياسة لبرالية قائمة على تشجيع الإستثمار والتجارة الخارجية. ومن أجل ذلك منحت الحكومة امتيازات جبائية وتسهيلات في القروض في الخماسية التي تلت الاستقلال لتحفيز مشاركة أكبر للقطاع الخاص.

### التجربة الاجتماعية (1961-1969)
أدّى التأثير المتنامي للاتحاد العام التونسي للشغل بقيادة أمينه العام أحمد بن صالح إلى اتخاذ الاقتصاد التونسي منحىً اشتراكيا فمنذ سنة 1961 شرع المسؤولون السياسيون في اتباع هذه السياسة الجديدة وتعزيز سيطرة الدولة على مختلف قطاعات الاقتصاد. وتمثلت هذه السياسة أساسا في خطوتين رئيسيتين هما تأسيس وزارة التخطيط والمالية من جهة واعتماد مخطط تنموي عشري (1962-1971) أساسه التقرير الصادر عن مؤتمر الاتحاد العام التونسي للشغل المنعقد سنة 1956.
و كانت أهداف هذا المؤتمر تتمثل أساسا في تونسة الاقتصاد وتحسين مستوى العيش وتقليل الاعتماد على رؤوس الأموال الخارجية وخلق سوق اقتصادية داخلية.
وفي ماي 1964 أعلن مجلس النواب عن تأميم المزارع التي كانت لا تزال بحوزة الأجانب وهم أساسا فرنسيون وإيطاليون. وتم تحويل ملكية تلك الأراضي إلى الدولة التونسية. وأدى ذلك إلى وقف فرنسا المعونات الاقتصادية ودخول تونس في أزمة اقتصادية خانقة. وتشير الإحصائيات إلى أنّ نسبة الأراضي الجماعية أو ما يعرف بالتعاضديات سنة 1969 بلغت نسبة 90% من مجمل الأراضي.

### الرأسمالية المقيدة (1970-1982)
انتهت التجربة الاشتراكية رسميا سنة 1969 عندما أقال الرئيس التونسي آنذاك الحبيب بورقيبة أحمد بن صالح من مناصبه إثر تقرير صادر عن البنك الدولي يبرز حجم العجز المالي للمؤسسات الوطنية. ورغم ذلك فقد استمرت التعاضديات إلى أواخر العام 1970 ولم تتجه البلاد عمليا إلى اقتصاد السوق وإعادة الملكية الفردية إلا بعد تعيين الهادي نويرة المحافظ السابق للبنك المركزي وزيرا للاقتصاد ثم رئيسا للوزراء.
و اتخذت الحكومة خطوات عملية لتحجيم تدخل الدولة في القطاع الصناعي وتشجيع القطاع الخاص.
و بداية من العام 1970 شهد القطاع الخاص نموا مطردا خاصة في الصناعات التحويلية ولكن ذلك لم يمنع من تركز لهذه الصناعات وتفاوت في توزيعها بين الجهات.

### تأهيل الاقتصاد (1995-2008)
| المصدر: المعهد الوطني للإحصاء 'تطور الدخل الفردي السنوي للمواطن في تونس' (بالدينار التونسي) |

| المصدر: المعهد الوطني للإحصاء (هنا) 'تطور نسبة البطالة في تونس' |

## بنية الاقتصاد في تونس
في 2006 بلغ الناتج المحلي الخام 36522 مليون دينار تونسي أي بنسبة نمو ناهزت 5,6% مقارنة بسنة 2005. وبلغ حجم اليد العاملة 3,3% مليون نسمة. وحسب الأرقام الرسمية تتوزع الأنشطة الاقتصادية بين مختلف القطاعات كما يلي
| القطاع الاقتصادي      | الناتج المحلي الخام | النسبة من الناتج المحلي الخام الإجمالي | حجم اليد العاملة | النسبة من اليد العاملة الإجمالية |
| --------------------- | ------------------- | -------------------------------------- | ---------------- | -------------------------------- |
| الفلاحة والصيد البحري | 4489,2              | 12,3 %                                 | 461,3            | 16,3 %                           |
| الصناعات الاستخراجية  | 5021,8              | 13,7 %                                 | 414,6            | 14,7 %                           |
| الصناعات التحويلية    | 6894,6              | 18,9 %                                 | 554,6            | 19,6 %                           |
| الخدمات               | 15587,6             | 42,7 %                                 | 1394,7           | 48,9 %                           |

### الصيد البحري والفلاحة
شهد قطاع الصيد البحري والفلاحة التونسية منذ الاستقلال نموا مطردا مكن البلاد من تحقيق نسبة كافية من الأمن الغذائي. وبلغت نسبة تغطية الحاجيات الوطتية في مجال الحبوب 48%، و 100% في مجال تربية الماشية و 88% في مجال الزيوت. ورغم تطور بقية القطاعات لا تزال الفلاحة تحتل مكانة هامة في الاقتصاد والمجتمع إذ تمثل 12,3% من الناتج الداخلي الخام وتشغل 16,3% من اليد العاملة سنة 2006.

### الصناعة
المقال الرئيسي: الصناعة في تونس.
يشتمل القطاع الصناعي على قسمين:
- الصناعات الاستخراجية (المناجم، الطاقة، الكهرباء، البناء والأشغال)
- الصناعات التحويلية (الصناعات الغذائية، النسيج، مواد البناء، الزجاج، البلاستيك، مواد كهربائية، مواد ميكانيكية، مواد كيميائية، أخشاب)

بالنسبة للصناعات غير الاستخراجية، تحتل تونس المرتبة الأولى في حجم الصادرات في أفريقيا. وتخطت بذلك جنوب أفريقيا عام 1999. وتساهم قطاعات النسيج والمواد الغذائية بنسبة 50% من الإنتاج و 60% من الصناعات غير الاستخراجية

#### النقل
المقال الرئيسي: النقل في تونس.
النقل في تونس تعود ملكية حوالي 70% منه إلى القطاع العام. تشرف على هذا القطاع وزارة النقل التي تهدف لتنظيم وتأمين النقل في تونس والسهر على سيره السليم لما يضمن ذلك من تنمية اقتصادية واجتماعية.
يتكون أساسا من ثلاثة ميادين رئيسية: النقل البري والنقل البحري والنقل الجوي.

#### الاتصالات
المقال الرئيسي: المواصلات في تونس.

## وصلات خارجية
- البنك المركزي التونسي
- بورصة تونس
- المعهد الوطني للإحصاء